# 増山太助
増山 太助（ますやま　たすけ、1913年8月20日 - 2007年5月27日）は、日本の社会運動家、社会運動研究家である。

## 経歴
東京・日本橋新堀町生まれ。開成中学を1931年3月に卒業。翌4月成城高等学校に入学、2学年のとき自由主義教育の理念を掲げる小原國芳主事の解雇反対運動（成城事件）で生徒側の闘争委員を務めた。1935年4月京都帝国大学経済学部に入学、農業経済を専攻しのち地代論を学んだ。在学中、新村猛・中井正一らの『世界文化』の発行に呼応し、反ファシズム人民戦線運動の一環として、1936年5月『学生評論』を創刊した。1938年9月「日本共産主義者団」の事件に連座して検挙されたが、同年12月不起訴で釈放され、1939年3月大学を卒業した。
1939年4月、読売新聞社に公募採用組の第1号として入社し経済部の記者となった。入社早々、小作統制令の原案（1939年12月6日公布）をスクープして注目された。1940年1月陸軍に召集され、野戦重砲連隊（千葉県市川市）を経て、経理幹部候補生として臨時東京第三陸軍病院（神奈川県相模原市）に主計として赴任、1945年8月15日の終戦を任地で迎えた。
1945年9月1日付で読売新聞社に復社。同年10月、経営幹部の戦争責任追及や社内民主化を掲げて始まった第1次読売争議では闘争委員、従業員組合書記長として第一線に立ち勝利に導いた。また1946年6月12日からの第2次読売争議では敗退したが、争議団代表として会社側と交渉にあたった。この第2次争議中は、日本新聞通信放送労働組合（新聞単一）の副執行委員長・組織部長、同労組読売支部の常任執行委員を務めた。一時期全日本産業別労働組合会議（産別会議）十月闘争最高闘争委員を兼務した。またこれらに先立って長島又男、美作太郎、小林一之らを補佐して日本ジャーナリスト連盟の設立を準備した。この間、日本共産党に入党、1945年9月の中旬ごろ吹田秀三、山主俊夫らと新聞・通信界では最初の日本共産党の読売細胞を結成した。
1946年10月、第2次争議の調停が成り読売新聞社を退社。1947年1月日本民主主義文化連盟の常任理事（組織・出版局長）に就任、機関誌『文化革命』『働く婦人』の編集委員や発行名義人となった。この時期日本共産党本部文化部員（部長・蔵原惟人）として芸術家・文化人対策を受け持ち、東宝争議に対しても一定の指導をおこなった。1947年12月日本共産党の全国オルグとして関西地方委員会（書記長・志田重男）に派遣され、1948年4月より党本部勤務となり文化部員、つづいて選挙対策部・選挙動員本部長として1949年1月の総選挙闘争を指揮した。のち書記局事務に異動して婦人部、青年・学生対策を担当し、1950年6月の党分裂以降は関東地方委員会委員や東京都委員長を務めた。このとき、所感派の臨時中央指導部下で軍事部門の東京都責任者でありながら、終始極左冒険主義に反対し続けたという。1955年7月の第6回全国協議会以降、中央委員候補や党本部細胞の責任者となった。
1958年7月の第7回党大会で党章草案に反対、これを機に党のいっさいの役職を退き、一党員として居住細胞に属した。1979年5月、規律違反を理由に同党を除名された。この間、1958年12月『健康会議』の編集長、1959年10月村上色彩技術研究所の室長、1972年スター印刷企画代表取締役、1975年雑誌『一同』編集・発行人となり、1977年からは雑誌『新地平』の代表取締役・主幹などを歴任した。1983年以降、静岡県熱海市に転居して執筆活動に専念した。労働学校など後進の指導にあたったり、「協同・未来」の顧問、「日本社会主義・共産主義運動史研究会」の提案者・代表者、一柳茂次追悼集刊行会代表を務めたりもした。
2007年10月6日、東京・総評会館で有志により「増山太助さんを偲ぶ会」が開催された。

## 家族
- 父・増山喜三郎 ‐ 増山組（運送及び労力請負業）経営[6][7]
- 兄・増山喜一郎 (1904-) ‐ 増山組社員、回送業[8]。岳父に松本孫右衛門[1]。

## 主な著書
- 『読売争議1945／1946』亜紀書房、1976年
- 『産別会議十月闘争――新聞放送ゼネストをめぐって』五月社、1978年
- 『検証・占領期の労働運動』れんが書房、1993年
- 『戦後期左翼人士群像』つげ書房新社、2000年